# Cino da Pistoia
Pour les articles homonymes, voir Sinibaldi.
Guittoncino di ser Francesco dei Sigibuldi, connu sous le nom de Cino da Pistoia ou Cynus de Pistoie, (né en 1270 à Pistoia - mort en 1336 ou 1337 dans la même ville) est un jurisconsulte et poète italien de la fin du XIIIe et du début du XIVe siècle.
Juriste renommé pour son Lectura in codicem, Commentaire sur le code et auteur d'une importante œuvre poétique : Canzoniere Ciniano, d'inspiration amoureuse, il fut l'un des premiers poètes du nouveau style italien, le dolce stil novo. On considère habituellement qu'il a exercé une très grande influence sur Pétrarque.

## Biographie
Cino de Pistoia, jurisconsulte célèbre, professeur de droit et poète italien, naquit à Pistoia, en 1270, d’une famille ancienne et distinguée. Le nom de cette famille était « Sinibuldi » ou « Sinibaldi », et son nom propre « Guittone », d’où le diminutif « Guittoncino », et par abréviation, à la manière des Florentins, « Cino. » 
Il commença ses études dans sa patrie, et les finit à l’université de Bologne, où il reçut le baccalauréat. Ce grade, qui précédait le doctorat, suffisait pour remplir des places de judicature. Cino en occupa une à Pistoia au tout début du XIVe siècle.
Ami de Dante Alighieri, il fut contraint, en 1302, de quitter Pistoia à cause de son appartenance au parti guelfe, alors que les querelles sanglantes entre les Blancs et les Noirs y prenaient un grand degré de violence.
Il se retira d’abord sur des montagnes qui bordent la Lombardie, chez un de ses amis, qui était comme lui du parti des Blancs, et dont la fille, nommée Selvaggia, lui avait inspiré une passion, ou réelle, ou simplement poétique. Il avait toujours joint aux études de son état la culture des Lettres et de la poésie, et c’était la belle Selvaggia qu’il célébrait dans ses vers.
Elle mourut vers ce temps-là même ; il descendit alors en Lombardie, en parcourut plusieurs villes, passa en France, et vint à Paris, où il fit quelque séjour. Il était de retour en Italie avant 1314, car ce fut cette année-là même qu’il acheva et publia à Bologne son Commentaire sur le code. Il n’avait été que deux ans à l’écrire, ce qui, d’après le volume de cet ouvrage, la difficulté des matières qui y sont traitées, et le profond savoir que l’auteur y déploie, excita une surprise et une admiration générale.
Ce fut après le succès éclatant de cette publication qu’il fut reçu docteur en droit, le 9 décembre 1314. Plusieurs universités se disputèrent alors l’avantage de l’avoir pour professeur. Il occupa pendant trois ans une chaire à l'Université de Trévise, et professa plus longtemps à Pérouse, où il eut pour disciple le célèbre Barthole.
On prétend aussi, mais sans preuves, qu’il enseigna dans les universités de Bologne, de Sienne, et même de Paris. Il est certain qu’en 1334, il était l'un des professeurs de l'université de Florence. C’était toujours du droit civil qu’il donnait des leçons, les auteurs qui ont cru qu’il en avait donné de droit canon l’ont confondu avec Cino Tebaldi, qui était comme lui de Pistoia, et qui remplissait, dans le temps-là, même, à Florence, la chaire de cette faculté.
D’autres se sont aussi trompés en assurant que Cino avait eu pour écoliers Pétrarque et Boccace : cela n’est vrai ni de l’un ni de l’autre. Cino était de retour à Pistoia en 1336 ; il tomba malade, fit son testament le 23 décembre, et mourut, soit avant la fin du même mois, soit au commencement de janvier 1337.

## Œuvres de jurisconsulte: commentaire sur le code
Le commentaire de Cino da Pistoia sur le code effaça tout ce qui l’avait précédé dans ce genre, et a conservé longtemps après la mort de l’auteur une grande réputation ; il fut imprimé au XVe siècle, et réimprimé plusieurs fois dans le suivant. Les principales éditions sont : 1 Lectura Domini Cini de Pistorio super codice , Strasbourg [Heinrich Eggestein, environ 1475]; 2 Lectura Domini Cyni de Pistorio super Codice, Pavie,1485, in-fol. ; 3 Cyni de Pistorio famosissimi legum explanatoris, etc., super Digesti veteris Lectura, Lyon, 1526 ; 4 Cyni Pistoriensis juriconsulti proestantissimi in Codicem et aliquot titulos primi Pandectarum tomi, id est Digesti veteris doctissima commentaria, etc., multo diligentius et emendatius quam aniea excussa a jureconsulto celeberrimo Domino Nicolao Cinnero, etc., Francfort-sur-le-Mein, 1578. Cette édition, donnée par Cisnerus, est la plus estimée.

## Le poète

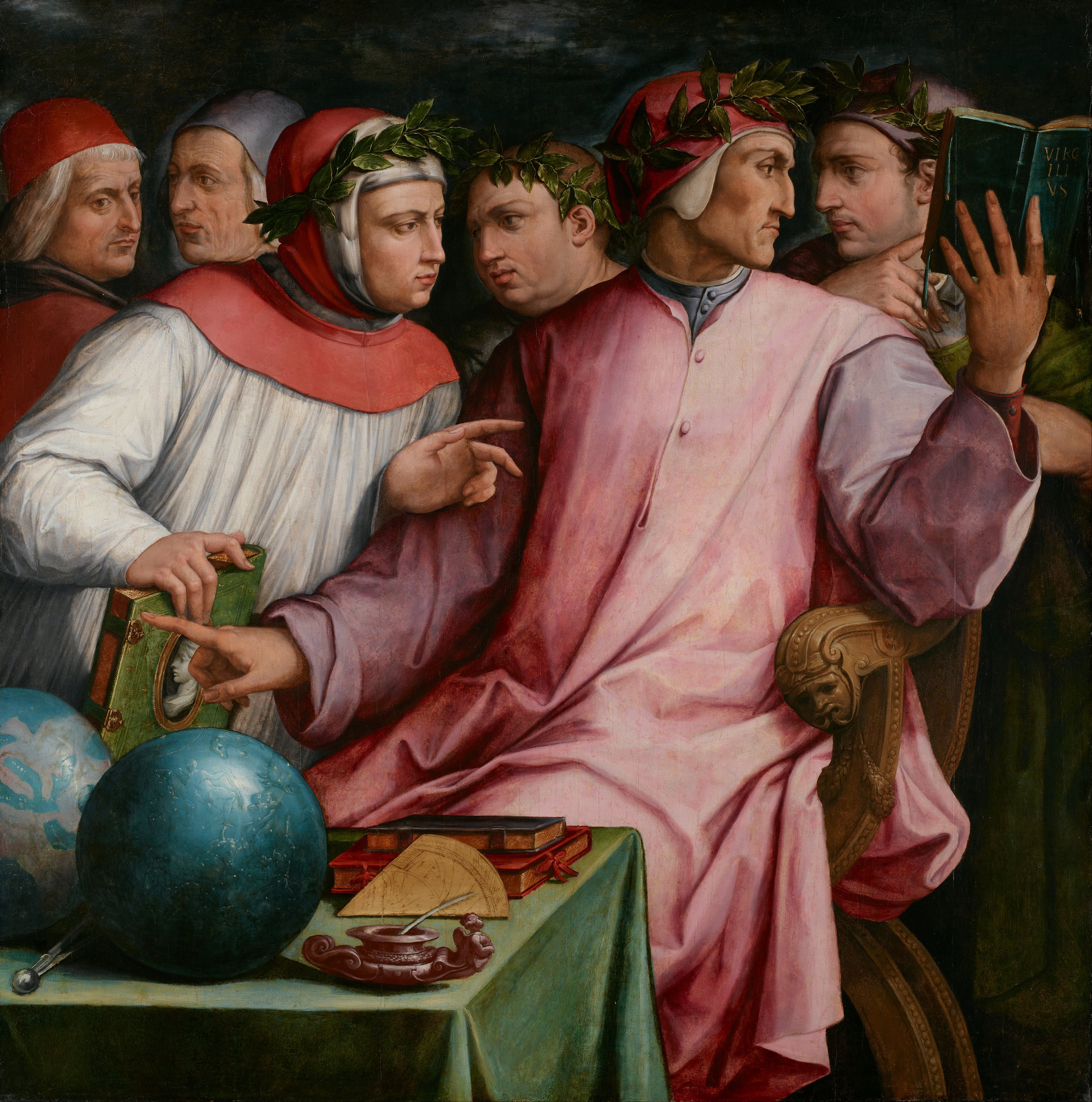
Les 'Six Poètes toscans'

Comme poète italien, Cino est l'un des meilleurs de ces premiers temps : c’est, de tous les poètes qui précédèrent Pétrarque, celui dont la manière approche le plus de la sienne, et dont les vers ont le plus d’élégance et de douceur. Ses poésies furent recueillies et publiées, pour la première fois, sous ce titre : Rime di messer Cino da Pistoja jureconsulto e poeta celebratissimo, novellamente poste in luce da Niccolò Pilli, Rome, 1559, in-8°, réimprimées, avec une 2e partie, à Venise, 1589, par les soins de Faustino Tasso ; mais on soupçonne que cette 2e partie n’est pas de la même main que la 1re. Séb. Ciampi a donné à Milan, en 1808 : Vita e Poesie di Cino, in-8° dans lequel on trouve une canzone de Cino sur la mort du Dante ; une seconde édition a paru avec des augmentations, Pise, 1813, in-8°. On trouve aussi plusieurs morceaux de Cino parmi les poésies du Dante qui était son ami, et elles forment une partie considérable de tous les recueils d’anciennes poésies italiennes.

## Repris dans Bouillet
- Cino-Da-Pistoia :

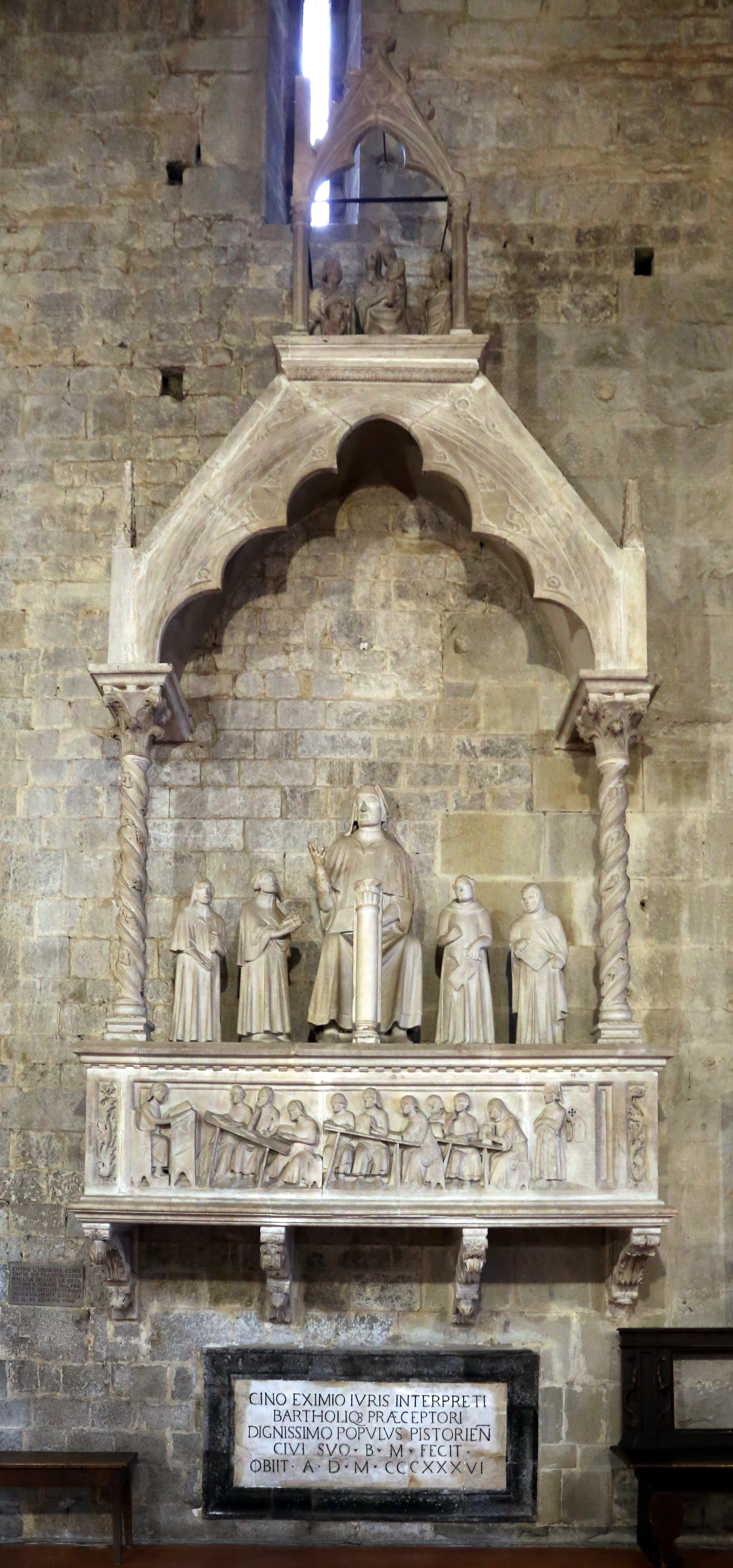
Monument à Cino da Pistoia.

Jurisconsulte et poète italien, né à Pistoia en 1270, publia un Commentaire sur le Code qui le fit connaître si avantageusement que plusieurs universités lui offrirent à la fois des chaires de droit. Il professa avec succès à Trévise, à Pérouse, où il eut Bartholé pour élève, puis à Florence, et mourut en 1337. La meilleure édition du Commentaire de Cino est celle de Francfort, 1578. On a aussi de lui un recueil de poésies publiées sous ce titre : Rime di messer Cino da Pistoia, Rome, 1559. Il est, de tous les poètes italiens qui précédèrent Pétrarque. celui dont les vers ont le plus d’élégance.

## Œuvres
- (la) Lectura in Codicem, Lugduni, [Compagnie des Libraires de Lyon], 1547 (lire en ligne)
- Rime, Milano, Istituto Editoriale Italiano, 1862 (lire en ligne)

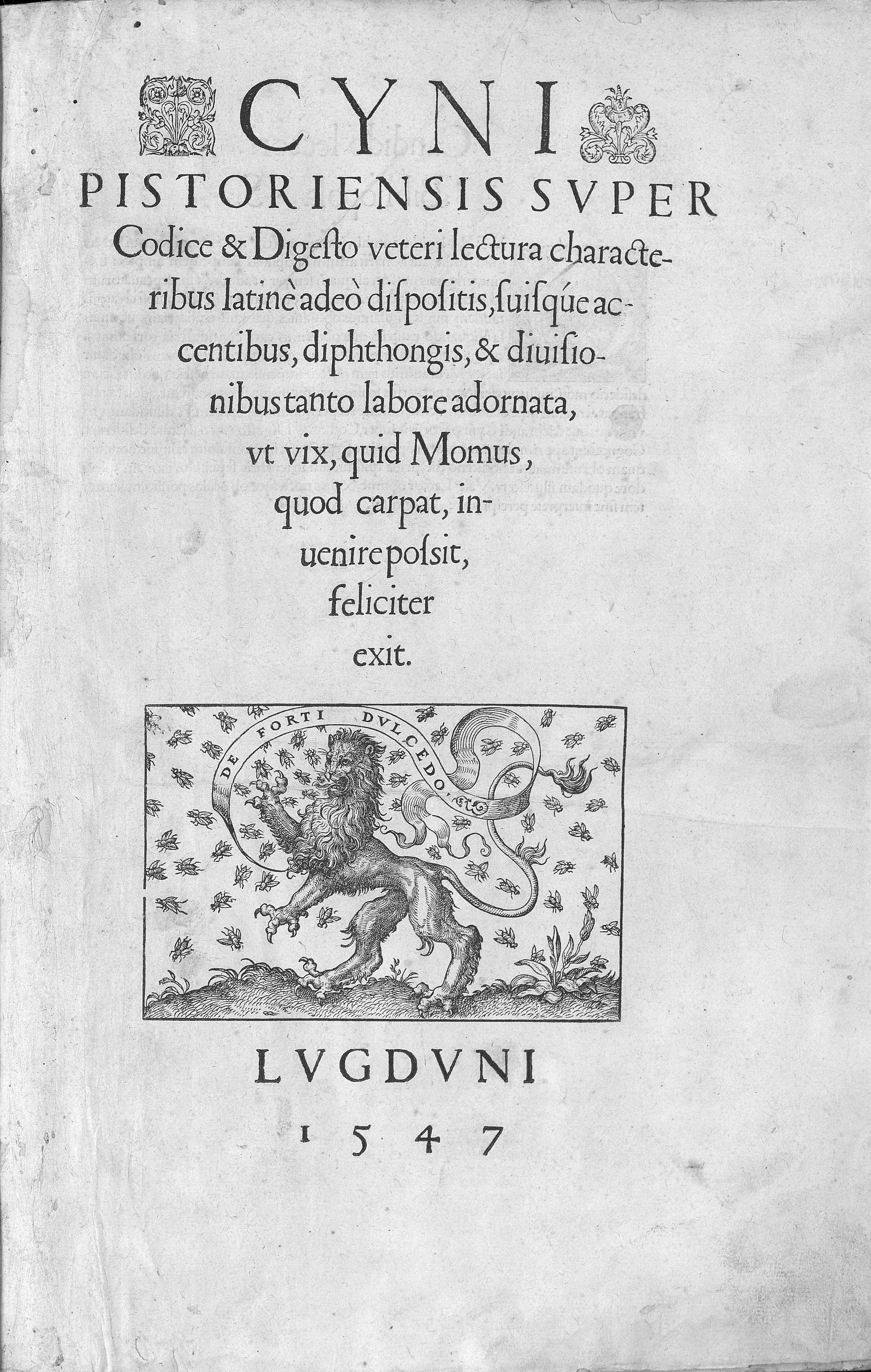
Lectura in Codicem, 1547
- Le rime, 1862

## Sources
1. ↑  ou de Pistoye

- Gesamtkatalog der Wiegendrucke, nummer  7045

Cet article comprend des extraits du Dictionnaire Bouillet. Il est possible de supprimer cette indication, si le texte reflète le savoir actuel sur ce thème, si les sources sont citées, s'il satisfait aux exigences linguistiques actuelles et s'il ne contient pas de propos qui vont à l'encontre des règles de neutralité de Wikipédia.
- Pierre Larousse, Grand dictionnaire universel du XIXe siècle;
- « Cino da Pistoia », dans Louis-Gabriel Michaud, Biographie universelle ancienne et moderne : histoire par ordre alphabétique de la vie publique et privée de tous les hommes avec la collaboration de plus de 300 savants et littérateurs français ou étrangers, 2e édition, 1843-1865 [détail de l’édition]